# Jopará
Jopará é uma comida tipíca do Paraguai e do Nordeste da Argentina. O prato é servido quente e consiste em uma mistura de verduras, feijão tropeiro, milho e carnes diversas.
De acordo com a cultura este prato  deve estar presente nas refições principalmente no dia primeiro de outubro, pois representa fartura, boa colheita para todos.